# Camille-Christophe Gerono
Camille-Christophe Gerono (* 1799 in Paris; † 1891 ebenda) war ein französischer Mathematiker und Mitherausgeber mit Olry Terquem der Nouvelles annales de mathématiques, die 1842 bis 1927 bestanden. Sie war ursprünglich für die Studenten gedacht, die sich auf die Aufnahmen in die Eliteschulen vorbereiteten. Er beschäftigte sich vor allem mit Geometrie. Die geronosche Lemniskate, manchmal auch Acht-Kurve, wurde nach ihm benannt. Er veröffentlichte sie in seinem Geometrie-Lehrbuch von 1854.
Gerono veröffentlichte auch über Geometrie und Zahlentheorie in den Annales de Gergonne.

## Schriften
- Eléments de trigonométrie. Paris, 1845.
- Eléments de géométrie descriptive, 2. Auflage, Paris, 1866.
- Géométrie analytique, Paris, Mallet-Bachelier 1854, Archive